# Янишполе
Я́нишполе (карел. Jänišpuoli) — старинное карельское село, административный центр Янишпольского сельского поселения Кондопожского района Республики Карелия Российской Федерации.

## Общие сведения
Село расположено в устье реки Суна к западу от Кондопожской губы Онежского озера, в 12 км от города Кондопога по автомагистрали «Кола».
Название в буквальном переводе с карельского языка означает «заячье поле» (jäniš — заяц).
Село впервые упоминается в 1563 году в Писцовой книге Обонежской пятины. В селе действует средняя школа, дом культуры, фельдшерский пункт, форелеводческое хозяйство, животноводческий комплекс.
В селе имелась церковь во имя Рождества Христова. 14 апреля 1941 года постановлением Карельского ЦИК церковь была закрыта.
Действовавшая в советские годы в Янишполе Сунская птицефабрика считалась одним из лучших предприятий отрасли в СССР.
В 2008 году построен храм во имя святых мучениц Веры, Надежды, Любови и матери их Софии.
Сохраняется братская могила 48-ми воинов 313-й стрелковой дивизии Карельского фронта, погибших в октябре 1941 года в ходе оборонительных боёв Советско-финской войны (1941—1944). 30 июня 1990 года на могиле был открыт памятник «Скорбящая мать».

## Интересные факты
Крестьянин деревни Янишполе Горшков Иван Петрович, герой Первой мировой войны, старший унтер-офицер, был награждён военным орденом Святого Георгия 4-й степени.

## Население
| 2002 | 2009  | 2010  | 2013  |
| ---- | ----- | ----- | ----- |
| 1341 | ↘1237 | ↘1145 | ↘1069 |

## Улицы
- ул. Дорожная
- ул. Заречная
- ул. Лесная
- ул. Мира
- ул. Набережная
- ул. Новая
- пер. Новый
- ул. Онежская
- ул. Полевая
- ул. Скалистая
- ул. Сосновская
- ул. Центральная
- ул. Школьная

## Фотографии

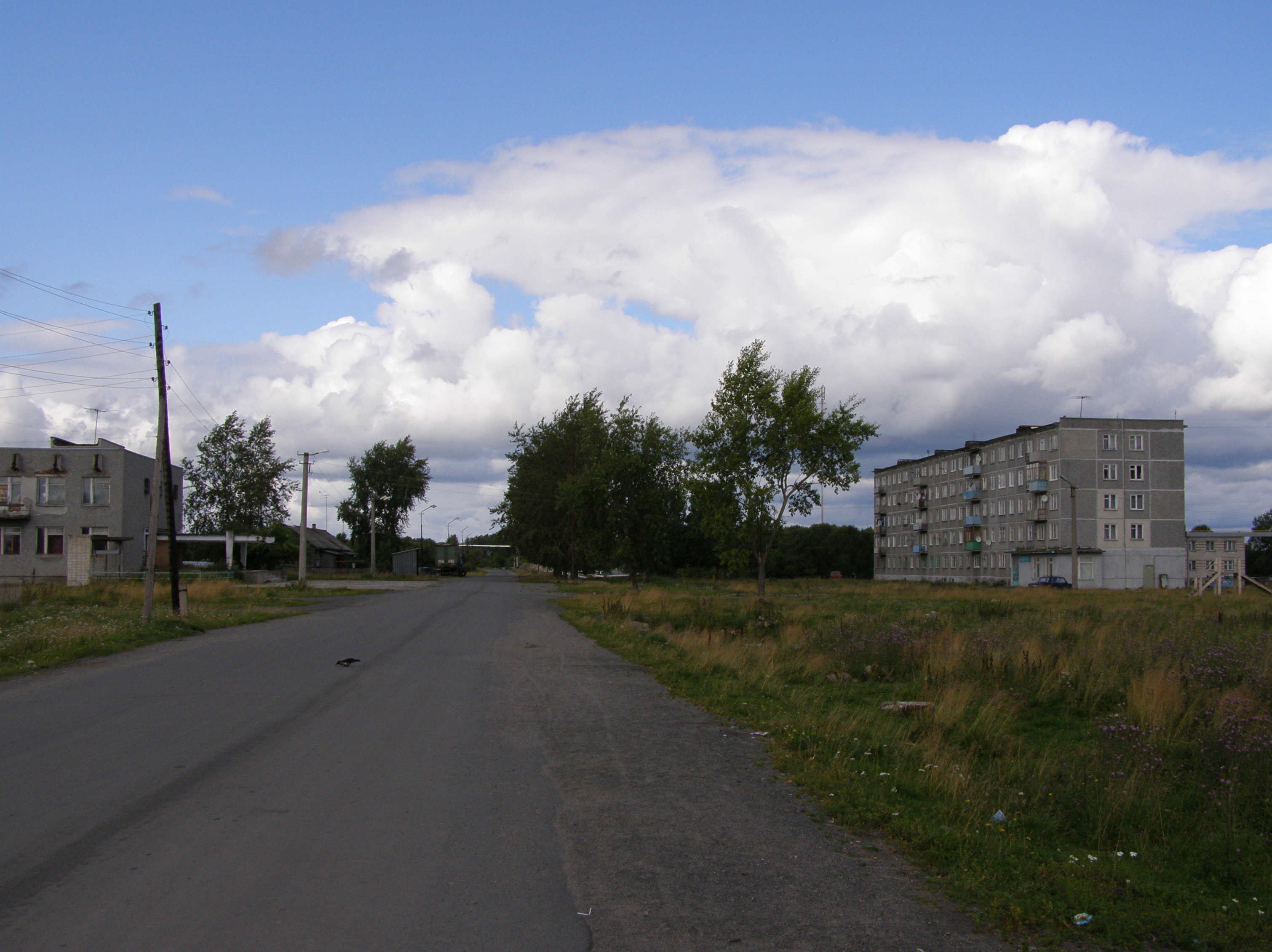
Улица Центральная
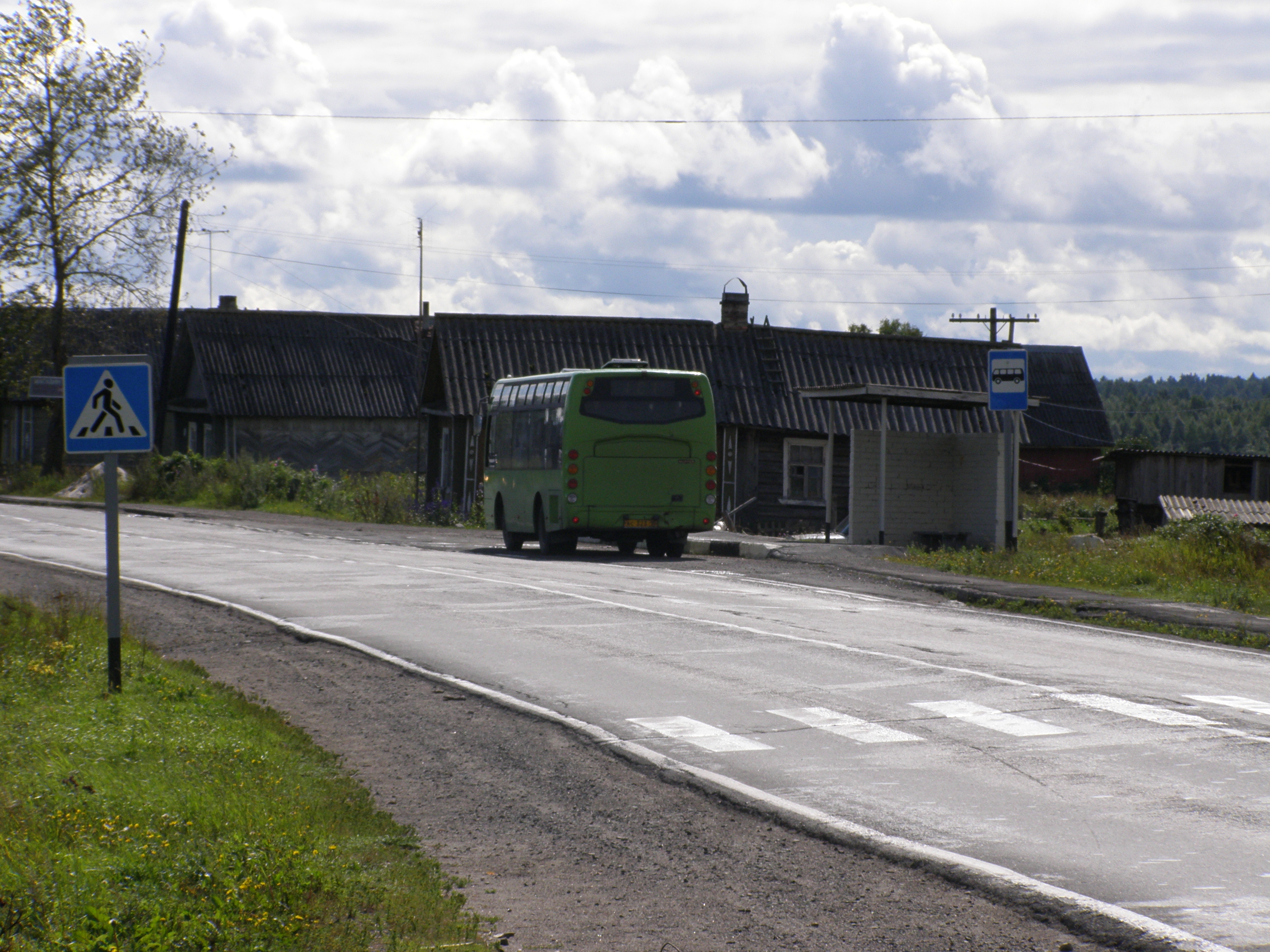
Остановка в Янишполе
Скульптура «Скорбящая мать» на братской могиле[13]
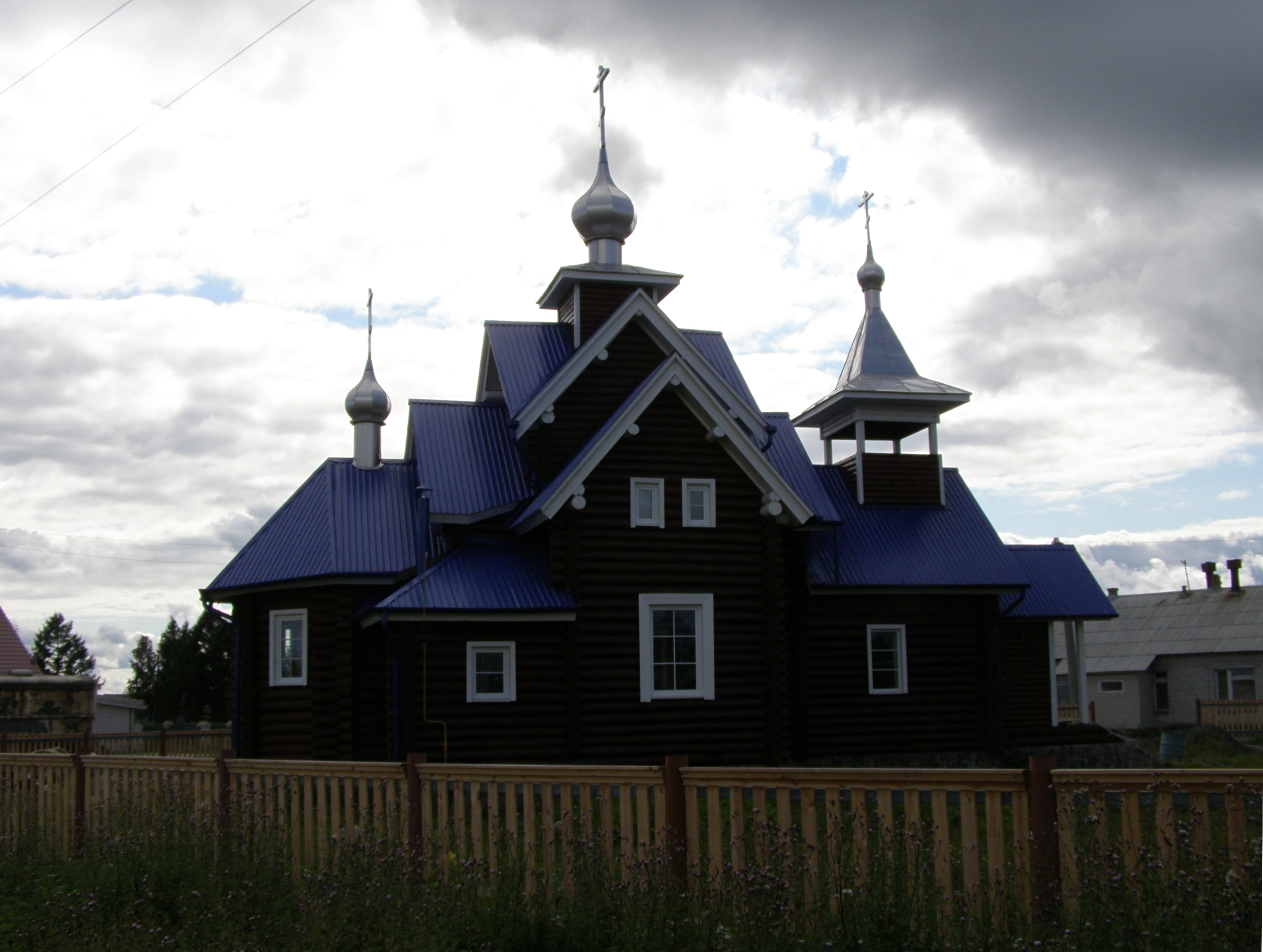
Храм прихода святых мучениц Веры, Надежды, Любови и матери их Софии Петрозаводской и Карельской епархии РПЦ (МП)
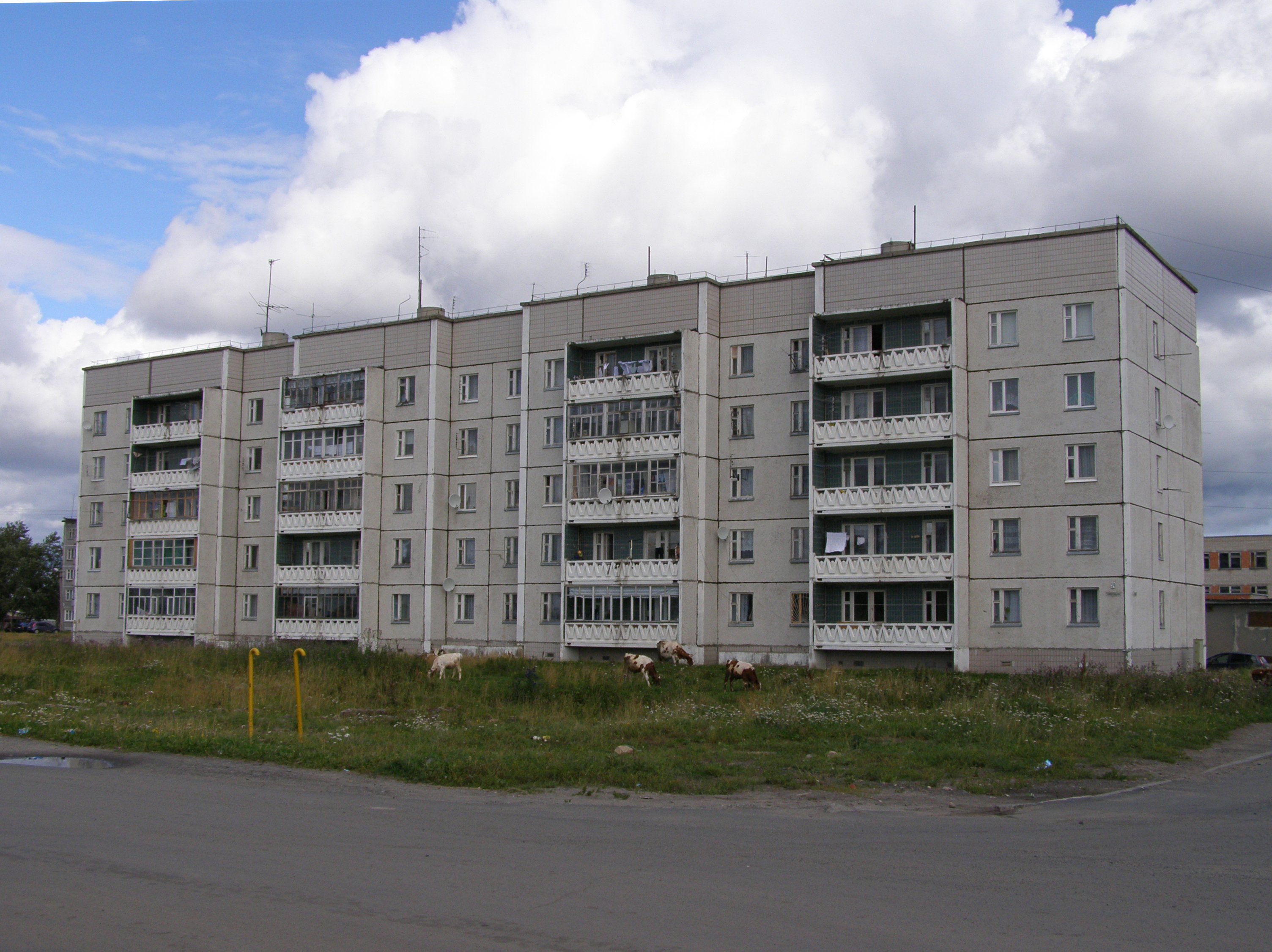
Пятиэтажный панельный дом 1988 года